# Långspetsnosad skoläst
Långspetsnosad skoläst (Trachyrincus scabrus) är en djuphavsfisk i familjen skolästfiskar, som finns längs östra Atlanten i Europa och Afrika.  

## Utseende
Som alla skolästfiskar har den långspetsnosade skolästen ett stort huvud och en kropp som smalnar av bakåt, och som slutar i en lång, smal, svansliknande stjärt. Nosen är lång och spetsig, med en kort skäggtöm under hakan. Fisken kan bli upp till 60 cm lång.

## Vanor
Den långspetsnosade skolästen lever på ett djup mellan 400 och 1 700 m, gärna i områden med dyiga bottnar. Födan är emellertid till stor del frisimmande, och består främst av hoppkräftor, men även räkor, fisk, pungräkor, havsborstmaskar, bläckfiskar och snäckor. Den kan bli upp till 11 år gammal.

## Kommersiell användning
Dess ekonomiska betydelse för människan är liten; den fångas, i mindre omfattning, för att användas till produktion av fiskmjöl och -olja.

## Utbredning
Arten finns i östra Atlanten från farvattnen väster om Irland till Kap Verde-öarna. Den går in i Medelhavet.